# はるか (イルカ)
はるか（生年不明 - 2013年4月4日）は、「第4のひれ」（腹びれ）をもつメスのハンドウイルカである。通称「腹びれイルカ（はらびれイルカ、four-finned dolphin）」。日本の和歌山県太地町で発見された。世界で唯一、生体が飼育され、鯨類の進化を解き明かすものとして、「はるか研究プロジェクト」により研究された。

## 発見
太地町立くじらの博物館（林克紀館長）は、2006年11月4日夜、胸びれ、背びれ、尾びれとは別に生殖器の脇に第4のひれ（腹びれ）を持つ極めて珍しいハンドウイルカ1頭が見つかったと発表した。
そのイルカは、生殖器と肛門（こうもん）の間に、手のひら大の1対の腹びれがあったのである。
この発見について、日本鯨類研究所の顧問で、くじらの博物館の名誉館長の大隅清治は、記者会見で次のように述べた。
クジラ類は、受精後間もない時期に前後4本の脚を持つが、成長とともに前脚は胸びれになり、後ろ脚はなくなる。また、クジラ類の祖先が水中生活を始めたあと、前脚が胸びれに変化し、後脚は退化して消失したが、この腹びれは遺伝子の突然変異で後ろ足だけが先祖返りしたものと考えられ、生きて捕獲されたのは非常に珍しく、学術的にも貴重である。
イルカのひれは通常3種類しかなく、大隅名誉館長は「第4のひれを持つ鯨類が見つかったのは世界初」、「これまでも後ろ脚が退化した「後肢突起」と呼ばれる部位を持つクジラやイルカは数例見つかっているが、完全なひれを持つものは今回が初めて」と述べている。また、大隅名誉館長は、「21世紀の学会の大ニュースだ」と興奮気味に話し、「発見されたバンドウイルカの腹びれは、今から3000 - 5500万年前の始新世（ししんせい）にいたムカシクジラの時代を再現するものではないか」と推測し、また、「水生の哺乳（ほにゅう）類の進化過程を明らかに出来る可能性もある」と期待した。
大隅名誉館長は、イルカが落ち着いたら、腹びれをレントゲン撮影して構造を詳細に調査する意向を示し、「遺伝子チームを組織してどの遺伝子が突然変異したのか調べ、進化の歴史（の解明）に役立てたい。繁殖させることが重要。イルカの行動学研究チームなども必要になってくる」と話し、専門の研究プロジェクトを作ったり、繁殖を目指したり、また、一般公開を目指して慎重に飼育するという方向性を示した。大隅名誉館長などが、総合的な研究計画を策定している。

## 個体

### 特徴
2006年11月に「はるか」の腹びれのような突起“第4のひれ”は約15cmで生殖器の両側にあると公表される（ひれはその後17cmと測定される）。このひれを、くじらの博物館の大隅清治名誉館長は、他の部位に異常はなく奇形ではないと推測している。2008年までに、はるかの腹びれの動きを4日間計20時間ほどビデオで撮影し、研究者が分析した結果、腹びれが188回動いたうち37回は水流の影響などではなく、自立的に動かしているものだと確認されている。また、発見の時点では、5歳くらいの若い“オス”と、同博物館は推測した。最終的には、メスで、捕獲時の推定年齢は8 - 13歳となっている。
発育の記録
- 2006年10月：体長272cm、体重220kg。博物館搬入時[12]
- 2007年12月：体長278cm、体重240kg。新水槽移送時[5]
- 2009年12月：体長292cm、体重269kg。[17]
- 2011年12月：体長298cm、体重283kg。報告書作成時[12]
- 2013年04月：体長298cm、体重280kg。死亡時[18]

また、はるかには、エサの時間に合わせて、健康管理のトレーニングが行われた。さらに、はるかの子孫を残す目的で繁殖や遺伝子レベルの研究が行われるため、通常の血液検査以外に、1,2週間に1回ほど、発情しているかがわかるようにホルモン値の検査も行われた。はるかには、2007年5月から2週間おきに採血が行われるため、受診に役立つハズバンダリーの訓練を受けている。
2009年度から、はるかは、他の妊娠したメス「さくら」（推定1994年産）と飼育し、出産や育児に立ち会わせ、繁殖に向けた訓練を受けている。はるかも、遊泳する親子の後を珍しそうについて泳いでいた。
2012年のはるか（推定15 - 20歳）は、同じ大水槽の3頭の中でリーダー的な存在であり、見学者が来ても機嫌の良いときしか寄らなかった。はるかはジャンプが得意で、天井に着いてしまいそうな高いジャンプをするイルカだった。

### 飼育経過
- 2006年10月28日　和歌山県太地町沖合で追い込み漁業により捕獲[12]
- 2006年10月29日　太地漁港内の網生簀（いけす）へ搬入[12]
- 2006年11月13日　太地町立くじらの博物館の屋外水槽に搬入[12]
- 2007年12月11日　同 海洋水族館(マリナリュウム)に搬入[12]
- 2013年4月4日 死亡[22]

## 研究

### 研究グループの発足
鯨類進化史上“最大の謎”である後ろ足の消失の解明を目指し、または、鯨類ひいては哺乳（ほにゅう）類の起源の解明のため、東京海洋大学、三重大学、東京大学、慶應義塾大学、順天堂大学と国立遺伝学研究所、及び、くじらの博物館の研究者ら計15人が研究チームを組んだ。鯨類の研究者らや博物館幹部などが集まり、「はるか研究プロジェクト運営委員会」が発足した。
2008年5月7日、東京海洋大学において、加藤秀弘教授らにより、腹びれを持つバンドウイルカ「はるか」に関する初の研究プロジェクト運営委員会が開かれた。委員会は、加藤教授が委員長を務め、日本鯨類研究所の大隅清治顧問、くじらの博物館の林克紀館長、沖縄美ら海水族館の内田詮三館長らの委員で構成された。また、委員会は、研究チームを4つに細分化し、チームはそれぞれ、成長する環境を整え飼育管理し繁殖を目指す「生理繁殖研究グループ」、正常な個体と行動を比較観察する「行動機能研究グループ」、DNA解析により、腹びれの退化過程を研究する「遺伝研究グループ」、腹びれやそのほかの体の構造を研究する「形態研究グループ」が設置された。
この日、加藤秀弘教授は、次のように述べた。
そして、加藤秀弘教授は、「いろいろな意見が集まるよう、優秀な研究を世界中から公募したい」とも語った。
2010年4月、クジラ類の進化の過程を研究する加藤秀弘教授は、今までに、腹に後ろ脚の痕跡がみられるクジラ類は世界で8例の報告があるが、多くが小さな突起状（棒状）の痕跡だけの個体であり、「はるか」は手のひら大の腹びれがはっきりと観察でき、後ろ脚が完全なひれの形で確認されたのは、はるかが初めてで、また生体として発見された例も初めてであるという主旨を述べた。
一方で、加藤教授は、「はるか」の腹びれについて「先祖が持っていたものが現れたのではない。胎児のころは後ろ脚があり数週間でなくなるが、遺伝子の突然変異で失われずに発達し、新たな進化を遂げたのではないか」とも推測する。そして、「進化の過程を解明するには第2世が必要で、親子のDNA解析からメカニズムを解明できるはず」とも語った。

### 骨格の発見
2011年11月14日に、研究チームが「はるか」をエックス線撮影し調べたところ、腹ひれの中に、指の骨など左右各約10個（計21個）で形成された、不完全な骨格が見つかった。
はるかは、右に3本、左に2本の指が確認され、左右ともに太もも、すね、甲に相当する部分の骨もあり、後ろ脚にあたると考えられた。これについてチームを総括する加藤秀弘教授は、次のように語った。
“腹びれイルカ”の腹びれへの科学的調査は世界初のことであり、加藤秀弘教授は次のように語った。
　 
加藤教授は、鯨の祖先は5000万年前に4 - 5本指、3500万年前に4本指の後ろ脚を持っていたとしたうえで、「水の抵抗を減らして泳げるように、鯨は指を減らし後ろ脚を引っ込めていった」と説明する。また、2 - 3本指のはるかは、約3000万年前の鯨に「先祖返り」したと推測した。
現代のイルカのひれは、泳ぎ回る生活に便利なように表皮が変形したものであるため、尾びれや背びれは中に骨がないが、研究チームは、（骨のある）腹びれは、陸にいた祖先から現在の鯨類になるまでに不要になって失った後脚の痕跡を示す結果であるとした。加藤秀弘教授は（鯨類の化石はなかなか残らないため）「化石として出ていない進化の過程をうかがわせるものだ」と考えている。

3000~5500万年前の始新世（ししんせい）にいたムカシクジラの例
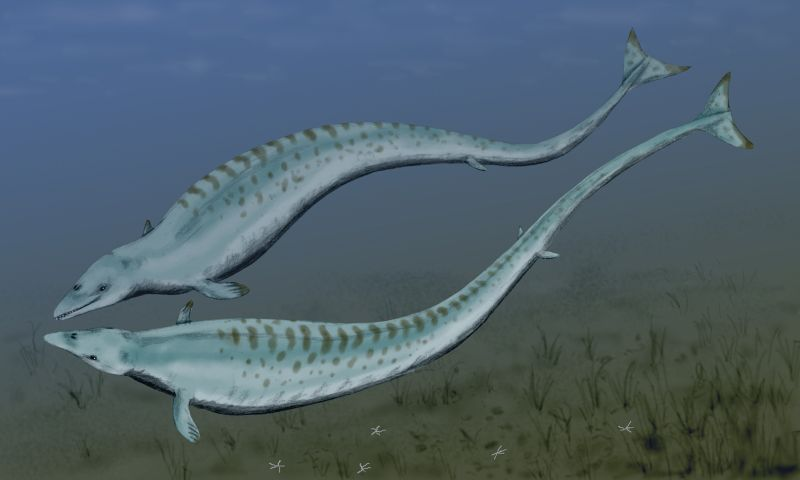
約3400万年前の鯨類 （バシロサウルス）
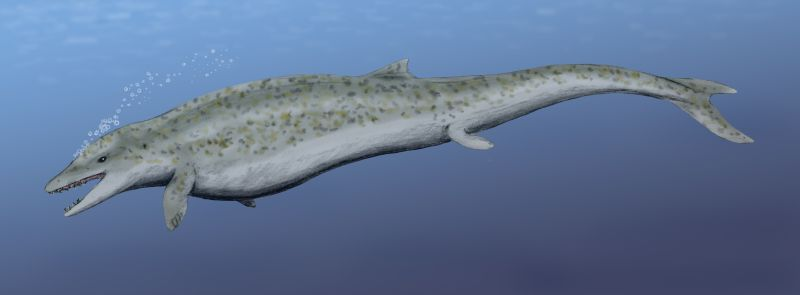
約3600万年前の鯨類 （ドルドン）

研究チームは、日本国内の水族館で飼育されている200頭ほどのイルカの血液を調べ、はるかとの遺伝子の違いなどについて、突然変異かどうかなどの研究を行っている。

### 研究成果
2011年11 - 12月の中間発表において公表されたのは次の事実である。
1. 他個体と比べて、生殖溝や乳溝の位置関係に違いはない[12]。
2. 通常個体と異なる体色の変化があり、「はるか」の腹部にある白色と灰色の境界が肛門から腹びれの付け根後方にカーブし、体側に腹びれの接合部後方から白いストライプ状の模様が伸びている[12]。
3. 腹びれは左右対称ではなく、右のほうが大きい。また、右側の腹びれの接合部がくびれており、左に比べて柔軟である[12]。
4. 左側の腹びれが最大長175mm、最大幅が68mm、厚さ21mm。右側の腹びれは、最大長192mm、最大幅72mm、厚さ23mm。[12]
5. 指骨に似た形状の扁平な骨、大腿骨や頚骨、中足骨とみられる骨など左右計22本の骨がある[30][31]。
6. 2009年6月20日に、血中プロゲステロン濃度が6.5ng/mlと上昇し、この時点で性的に成熟したと考えられる[12]。
7. 「はるか」の一泳動距離（ひとかきして泳ぐ距離）は通常の個体と比べて短く、行動が複雑になっている[12]。
8. 「はるか」の血液からゲノム解析は8割ほどが解読されている[30]。

## 経過

### 捕獲
2006年10月28日朝に太地町の畠尻湾（はたけじりわん）で、太地漁協所属の勇魚（いさな）組合の漁船13隻が、同町沖約9キロの熊野灘で、118頭のイルカが追い込み漁で捕獲される。“腹びれイルカ”は捕獲されたイルカ118頭のうちの一頭であった。その日の漁の模様は、町内の魚屋が撮影している。捕獲翌日の29日に、“腹びれイルカ”は太地漁港の網生簀（いけす）に移送されている。
くじらの博物館の大隅清治・名誉館長が、捕獲されたイルカの写真を確認したところ、「これは世界にも珍しいもので世紀の大発見となる。」と見解した。これをうけ、プロジェクトが始動する。そして、2006年11月4日、“第4のひれ”がある先祖返りのイルカが発見されたと記者会見が行われる。
2006年11月13日、“腹びれイルカ”が、太地町立くじらの博物館に搬入される。搬入は東京海洋大学の加藤秀弘教授（鯨類学）が指揮し、沖縄美ら海水族館職員、くじらの博物館職員他関係者ら約30人がかりで慎重に作業が行われ、特製の担架に乗せたり、クレーンでトラックの水槽に入れ、約2kmの距離の博物館のプール（ショープール横の補助プール、屋外水槽）に、このイルカと相性の良いイルカ1頭とともに搬送された。“腹びれイルカ”の腹びれの中に骨が存在するか注目されていたが、13日のエコー検査でははっきりしたことは不明であった。
2007年12月11日、くじらの博物館は12月22日にリニューアルする日程で、博物館内の海洋水族館(マリナリュウム)の改修工事を行い、“腹びれイルカ”を新しい大水槽へ移した。この水槽の移動には、ダイバーら14人がかりで1時間かけて行われた。それまで飼育していた前述のプールから、体を傷つけないようイルカの体を布でおおい、丁寧にクレーンでイルカを吊り上げ、トラックに運び入れ、約100m離れた海洋水族館（マリナリュウム）内の新しい大水槽に移した。イルカは元気で、早速ほかの2匹と戯れた。

### 公開
2007年12月22日、くじらの博物館はリニューアルオープンに合わせて、イルカの愛称を「はるか」と決め、一般公開を開始した。愛称は公募され、446通の応募の中から選ばれた。「はるか」の名付け親となったのは一般市民ら7名であり、また、命名の由来は、「はるか昔から未来までを感じさせる存在だから」など理由を述べている。
くじらの博物館の海洋水族館（マリナリュウム）は、2007年7月から改修工事を行っていたが、11月22日にリニューアルした大水槽は長さ18mのトンネル部分や水中観覧窓から、このイルカの水中の姿を間近で観察することができ、学術的研究を進めやすくなる。大水槽ではこれまで近海魚類を展示していたが、“腹びれイルカ”が発見されたのを機に、クジラやイルカの飼育用にリニューアルすることにし、約8500万円をかけてろ過槽などの改修工事を行った。新しい水槽は屋内プールで、縦16m、横12m、深さ5mで、水量は620トンあり、それまでの屋外プールの約3、4倍の大きさである。また、水温が一定に保たれる屋内水槽のほうが体調管理が行いやすくなると関係者は語った。
はるかの公開は、人々の注目と人気を集めた。

### 繁殖へ
2009年12月09日、くじらの博物館は「はるか」が繁殖可能であると公表した。ホルモン検査などから、はるかが繁殖能力のある雌と確認されたため、「はるか研究プロジェクト運営委員会」が、12月に東京海洋大学で委員会を開き、はるかが繁殖可能と判断した。はるかは2009年6月に初めて排卵し、同年9,10月にも排卵が確認され、ホルモンの一種のプロゲステロン値が上昇していることが確認されていた。
このため、2009年度より、妊娠したメス個体と一緒に飼育して、出産や育児に立ち会わせ学習させ、繁殖に向けた訓練を実施した。博物館には“花婿”候補の雄イルカが数頭飼育されており、2010年春から「はるか」と同じ大水槽内に、雄「サム」（推定1995年産・当時推定15歳）を入れて繁殖を目指した。腹びれのできたゲノム（遺伝子）がどのように次世代に伝わるか調べるためである。2011年9月に交尾が行われたりした。しかし、雄が完全に成熟した個体でなかったため成功はしなかった。
2013年1月24日には鴨川シーワールドから借りた繁殖実績のあるオス「レグルス」と入れ替えると、28日にははるかは交尾行動とみられる動きを見せ繁殖が期待されたが、2月後に、はるかが急死したため、2世誕生はかなわなかった。腹びれイルカの子孫を残すことは、「はるか」の腹びれが一過性のものなのか、先祖返りだったのかなどを研究するうえで「不可欠」と考えられていた。

### 病死
はるかは2013年3月20日ごろから食欲が低下し、また体温も高くなり、翌21日には血尿が出始めた。くじらの博物館は鴨川シーワールドの勝俣悦子獣医師や、沖縄美ら海水族館の植田啓一獣医師らに協力を求め、獣医師らが24時間態勢で懸命の治療を試みた。はるかは一時は血尿が止まり、エサも食べるようになったが、熱は下がらなかった。4月4日午前10時50分に、はるかが鯨類が死ぬ前にとる行動の「立ち泳ぎ」となったため、はるかを担架で取り上げ、点滴を行ったが、呼吸が弱くなり、4月4日13時55分に死亡したのが確認された。はるかの死因は臨床症状から多臓器不全と診断された。また、イルカの血尿は珍しいが、学術解剖を優先させ病理解剖は行わないため、腎臓、肝臓などの多臓器不全となった原因は不明である。
腹びれイルカ「はるか」の死亡の報は、NHKニュースにより全国に報じられた。遺骸は複製を作るため全身の型をとり、また、研究のために冷凍保存された。

### 研究の今後
研究プロジェクト総括の加藤教授は、はるか死亡を受けた5日の記者会見で次のように述べた。
加藤教授は、腹びれのあるイルカについて「おそらく数百年は現れない」と述べている。また、「（はるかの）妊娠は確認できなかった。はるかの遺伝子情報がどう継承されていくか、研究の上ではるかの子供は重要だった」とも述べた。
はるかの死後、はるかのレプリカを作るための外部形態の型どりをシリコンで行い、また、遺伝子のどこで腹びれができる突然変異が起きたのかなどの研究のために、背びれの付け根付近から数ミリ程度の組織（筋肉組織）の小片約20個を採取した。今後はiPS細胞（人工多能性幹細胞）の作製も行う予定である。また、子宮と卵巣はホルマリン漬けにし、残りの死骸は冷凍保存とした。長期間かけて学術解剖を行い、腹びれ周辺を含む骨格と骨格筋の分析も行う予定である。

## 影響
2006年の発見時、くじら博物館の大隅名誉館長は、古式捕鯨発祥四百年の記念に寄稿し、“腹びれイルカ”が発見されたことについて、「（遠い海の彼方から太地の町に幸福と恵みをもたらすための）恵比寿神の来訪を歓迎する」という主旨の談話を発表した。ちょうど400年記念の年に“腹びれイルカ”が発見されたからである。
くじらの博物館の館長・林克紀は、はるかの発見は偶然や幸運だったと考えている。2006年10月に捕獲されたイルカは、はじめから搬入先がくじらの博物館に決まっていたことや、飼育に適さない少し大きなイルカでも購入する予定だったこと、また、はるか発見の直前に名誉館長と学芸員を新任させていたことなどは偶然だったという主旨を館長は述べている。館長の林克紀は、2007年正月には早くも、“腹びれイルカ”のおかげで、くじらの博物館の名が世界に広がる可能性があると述べている。また、新聞記者は、ほかの幸運もからめて、「腹びれイルカがもたらす幸運」と報じている。
2011年11月、NHKの番組が東京海洋大学を特集した際に、「クジラの骨盤から世界をゆるがす大発見」と銘打ち、“腹びれイルカ”「はるか」に腹びれの骨格が発見され、それがアメリカで開かれている国際海産ほ乳類学会で報告されたことにふれたのちに、「東京海洋大学では海の未来を開く世界最先端の研究が日々行われている」と、まとめている。